# Diogo do Couto
Diogo do Couto (c. 1542 – Goa, 10 de diciembre de 1616) fue un historiador portugués.

## Biografía
Nació en 1542, en Lisboa; estudió Latín y Retórica en el colegio de San Antonio y Filosofía en el Convento de Benfica. En 1559 viajó a la India, de donde regresó una década después. Fue amigo íntimo de Luís de Camões, a quien conoció en Mozambique en 1569, cuando el poeta estaba con deudas y sin dinero para volver a Portugal. Diogo do Couto y otros amigos se prestaron a ayudar al poeta, para que pudiera presentar en Lisboa su obra maestra, Os Lusíadas.
Diogo do Couto volvió de nuevo a Oriente, comisionado por Felipe II de España de proseguir las Décadas de João de Barros. Él escribió las que van del tomo IV al XII, pero solo publicó completas la IV, V y VII y un resumen de la VIII y la IX, ya que la VI ardió en la imprenta, la VIII y la IX fueron robadas y la XI se perdió. Couto pensaba que la historia debe contar las verdades sin restricción, aunque eso le llevara a enfrentarse con personas cuyos antepasados estaban envueltos en los asuntos que narraba. Este historiador criticó los abusos, la corrupción y la violencia empleada en la India, protestando duramente contra ellas. 
Además de las Décadas, Couto escribió oraciones congratulatorias y conmemorativas que pronunció en diversas solemnidades en Oriente, y el relato del naufragio de la Nao Santo Tomé, en la Historia Trágico-Marítima. También escribió el célebre Diálogo del Soldado Prático, que contiene una crítica mordaz sobre el funcionamiento de la India, poniendo al descubierto la ambición de riqueza, el excesivo lujo, la opresión a los pobres, la falta de dignidad y la deslealtad de las informaciones enviadas al rey.
- Datos: Q1137118
- Multimedia: Diogo do Couto / Q1137118